# Feudalesimo nel Sacro Romano Impero

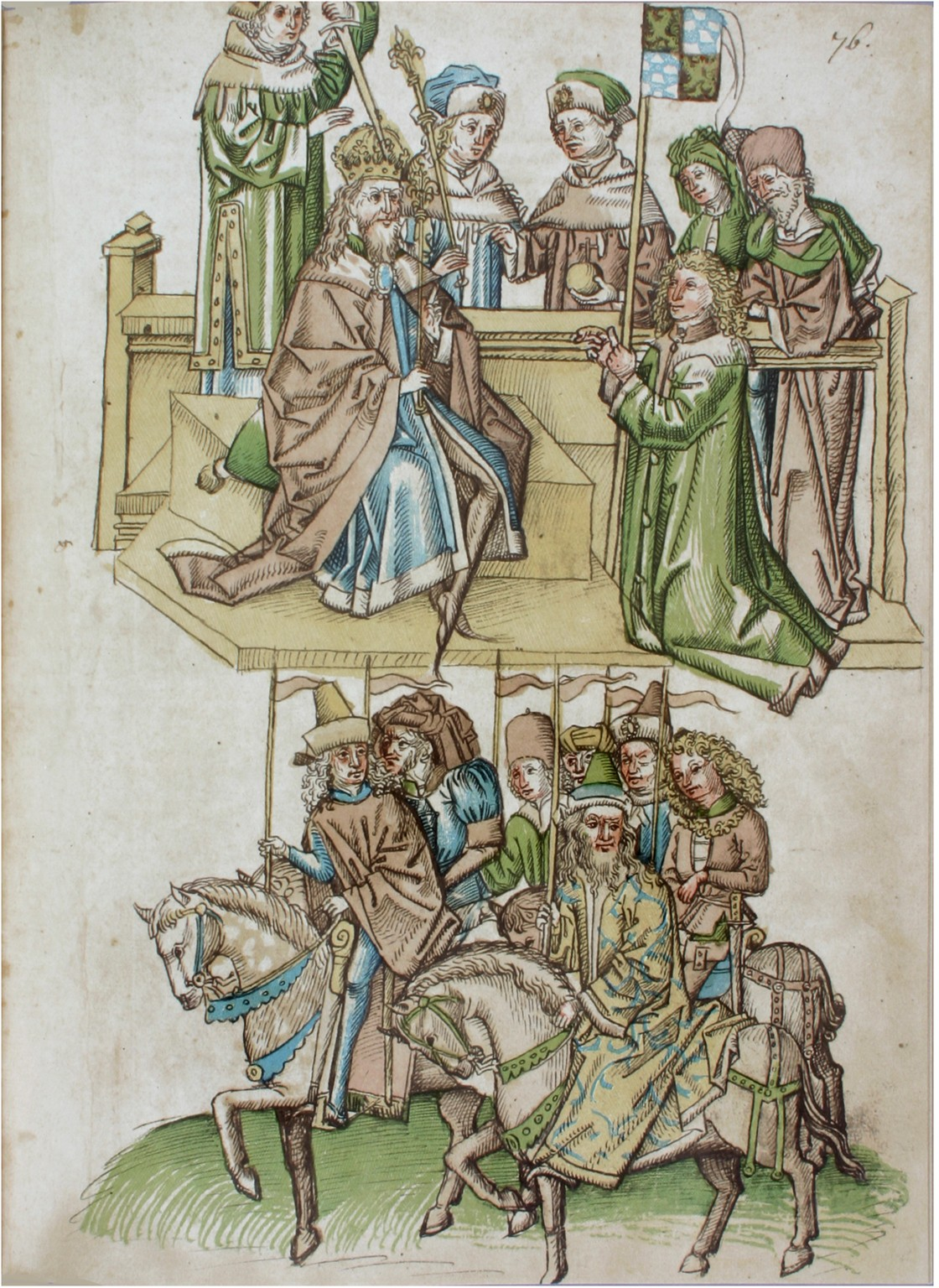
Raffigurazione nella cronaca di Ulrico di Richental (c. 1464): re Sigismondo infeuda l'elettore Ludovico III al Concilio di Costanza.

Il feudalesimo nel Sacro Romano Impero era un sistema politico-economico di relazioni tra signori e vassalli infeudati (o feudatari) che costituiva la base della struttura sociale del Sacro Romano Impero nel corso dell'alto medioevo e che si protrasse formalmente e con notevoli modifiche sostanzialmente sino al crollo dell'impero nel 1806, quando esso era ormai divenuto obsoleto. In Germania tale sistema viene indicato come Lehnswesen, Feudalwesen o Benefizialwesen.
Il feudalesimo in Europa iniziò a manifestarsi come costume socio-politico nel primo medioevo, sulla base del sistema clientelare romano e della gerarchia sociale germanica di signori e sottoposti. Questo obbligava il feudatario a rendere un servizio personale al proprio signore. Entrambi si giuravano reciproca fedeltà: il signore aveva il compito di proteggere, mentre al vassallo spettava quello di aiutare e consigliare. Secondo la legge, inoltre, nessun vassallo poteva essere picchiato o umiliato in pubblico.
Il più alto tra i signori feudali era il re, che garantiva i suoi feudi ai suoi sottoposti, i quali a loro volta potevano infeudarne parti ad altri nobili minori, andando così a costituire la gerarchia feudale.

## Terminologia

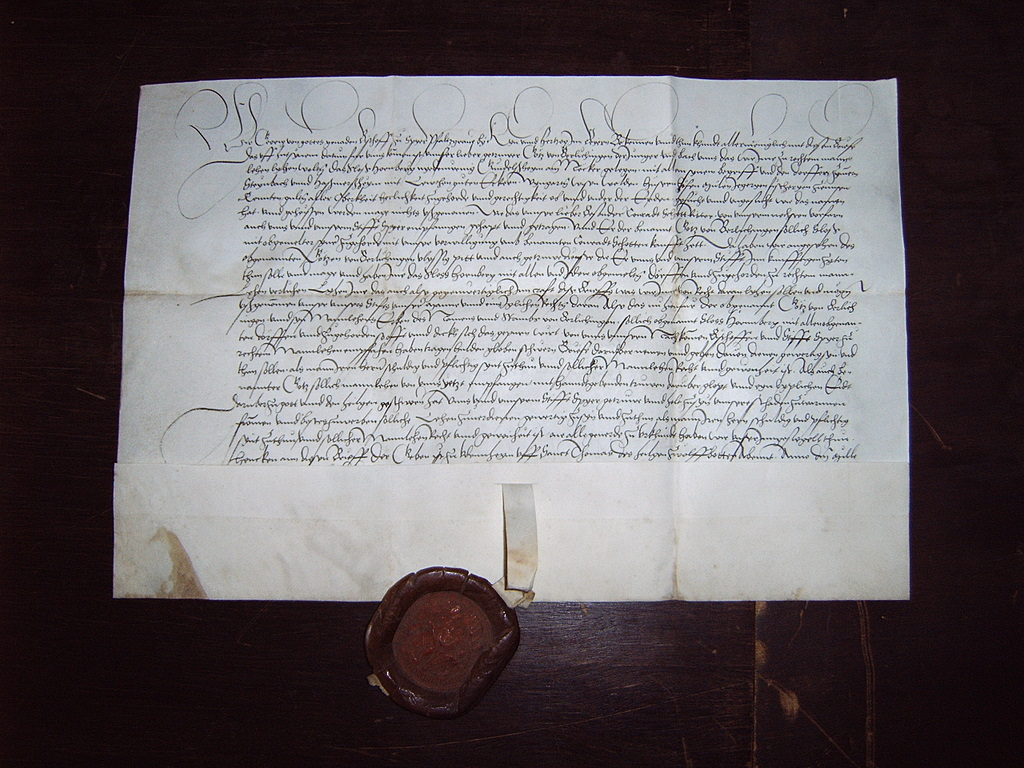
Götz von Berlichingen venne infeudato del castello di Hornberg.

Anche in Germania, un feudo (detto Lehen, in latino feodum o beneficium) era una cosa (terra o proprietà) che il padrone, un signore Lehnsherr), trasferiva in proprietà a un beneficiario sulla base di un contratto di mutua lealtà, con l'obbligo di restituzione sulla base di alcune circostanze.
L'infeudazione dava al vassallo un usufrutto ereditario del feudo, fondato e mantenuto sulla relazione di mutua lealtà tra il signore ed il beneficiario.
Linguisticamente, il termine tedesco Lehen è connesso alla parole leihen, ovvero prestare o prendere in prestito, lasciando quindi intendere per l'appunto che la proprietà debba intendersi "in prestito" al vassallo, a differenza della parola feudum che, per quanto gli etimologi la vedano legata al latino fides (lealtà), è più probabilmente derivata dal tedesco antico fihu, fehu, con la quale originariamente si intendevano gli armenti, quindi il possesso di un gregge inteso come bene nel suo complesso.

### Tipologie
Nel mondo germanico, il concetto di feudo era profondamente radicato e particolareggiato a seconda della natura feudale della signoria (fosse essa secolare o ecclesiastica/monastica). Tra le tipologie più diffuse si ricordano:
- Afterlehen: un sottofeudo nel quale il vassallo veniva ricompensato con un terzo del proprio feudo (subinfeudazione)
- Altarlehen: una protofondazione medievale (proto-Stiftung). Il suo scopo era quello di gestire le rendite annuali di una proprietà appartenente ad una specifica abbazia o chiesa
- Beutellehen: originariamente un Ritterlehen poi concesso anche ai contadini come beneficio
- Burglehn: un feudo concesso in pagamento per i servizi svolti come castellano (Burgmann)
- Erblehen: un feudo nel quale gli eredi del vassallo ereditavano automaticamente i suoi diritti e i suoi doveri.
- Fahnlehen: ("feudo di bandiera"[1]) ovvero un feudo di un principe secolare concesso in virtù del comando di un esercito.
- Falllehen: un feudo scadente alla morte dell'infeudato e quindi non trasmissibile ai suoi eredi. Era detto anche Schupflehen
- Freistift: un feudo concesso per soli 12 mesi.
- Handlehen: un feudo concesso per uno specifico periodo della vita del vassallo.
- Kunkellehen:  un feudo concesso ad un vassallo necessariamente di sesso femminile (detto anche Weiberlehen o feudum foemininum)
- Mannlehen/Mannslehen: un feudo concesso ad un vassallo necessariamente di sesso maschile
- Ligisches Lehnswesen: un feudo nel quale il vassallo per essere tale non poteva ricevere altri feudi da altri signori locali
- Schildlehen: simile al Fahnenlehen, ma dove il vassallo aveva il rango di conte o nobile di rango inferiore
- Stiftslehen: un feudo garantito ad un'abbazia, detto anche Klosterlehen
- Weiberlehen: vedi Kunkellehen
- Zepterlehen: il feudo di un principe ecclesiastico

## Sistema feudale germanico
Il re era colui che originava i feudi concedendoli (Ämter) ai vassall della corona (Kronvasallen), i quali a loro volta li passavano a vassalli minori a loro fedeli (Untervasallen). I vassalli minori concedevano la terra da lavorare ai contadini senza che tra di loro vi fosse una relazione di tipo vassallatica.
La gerarchia era la seguente:
- Re (König)
- Principi ecclesiastici (Geistliche Fürsten)
- Principi secolari o laici (Weltliche Fürsten)
- Conti e baroni (Grafen und Freiherren)
- Ministeriali (Ministerialen o Dienstmannen)
- Vassalli dei ministeriali (Männer der Ministerialen)
- Liberi cavalieri (Ritterbürtige Mannen) (che potevano solo ricevere feudi, senza poterli concedere a loro volta)

Inizialmente, solo coloro che erano nobili per nascita potevano ricevere dei feudi. Successivamente sorsero anche degli ordini minori. Il vassallaggio consisteva essenzialmente nella partecipazione a campagne militari (servizio militare) e in servizi di corte. Il vassallo vantava sul feudo un semplice diritto di utilizzo, inizialmente, che poi divenne sempre più una comproprietà o in alcuni casi una proprietà quasi totale, in particolare in caso di mantenimenti particolarmente complessi o difficoltosi del bene (zona di guerra, costi di mantenimento, ecc.). L'ereditabilità dei feudi fu un concetto successivo, ma non sempre il patto di legame che aveva unito il primo feudatario al primo vassallo rimaneva lo stesso coi rispettivi eredi.

## Le origini del feudalesimo nel Sacro Romano Impero

### Il sistema clientelare romano
Nella tarda antichità, il sistema clientelare romano si andò a fondere (e talvolta a confondere) con le condizioni di relazione preesistenti tra le tribù germaniche abitanti il territorio che poi sarebbe divenuto quello del Sacro Romano Impero.
Nella cultura romana, la figura del patrono (un ricco cittadino romano) era comune da trovare, in particolare perché da questo dipendevano tutta una serie di relazioni di tipo clientelare coi suoi sottoposti. In alcuni casi questo rapporto di tipo clientelare poteva instaurarsi anche tra la semplice popolazione di un'area conquistata dalle truppe romane ed il generale che aveva condotto la conquista. Questo rapporto può essere considerato l'origine delle relazioni protofeudali in area germanica, dove l'area del limes era soggetta a frequenti guerre di cui la popolazione risentiva gli effetti e per cui necessitava protezione. Tali relazioni in area germanica si sono osservate non solo tra romani e romani, ma anche tra romani e barbari locali e poi persino tra barbari e barbari, mutuando tale consuetudine dalla cultura romana, specie nella tarda antichità.

### Il sistema dei clan germanici
Durante gli ultimi anni della tarda antichità, non era raro che i rapporti clientelari portassero alla necessità di creare una gerarchia all'interno della sippe e che si creassero così dei piccoli regni autonomi all'interno della società barbarica. Solo il re poteva distribuire a sua discrezione la terra ai suoi sottoposti. Questi sudditi erano solitamente membri della sua famiglia, combattenti che si erano particolarmente distinti o, in epoca più tarda, nobili. La terra concessa non diveniva proprietà esclusiva del soggetto, ma gli veniva concessa ad personam. Alla morte del re o del vassallo, la terra ritornava de facto al nuovo sovrano che ne disponeva di conseguenza. Nel tempo, questa pratica divenne sempre più stabile, ovvero la famiglia dell'insignito manteneva dei diritti sino a divenire beneficiaria del feudo concesso e vi rimaneva legata in maniera permanente. Alla morte di una delle due parti, veniva semplicemente sottoscritto un nuovo atto di omaggio (Lehnseid), e si teneva una cerimonia formale per sottolineare il fatto.
Un vassallo che era infeudato di una proprietà sovente la suddivideva in parti minori da infeudare a vassalli minori, i quali a loro volta gli giuravano fedeltà, passando così idealmente il contratto di fedeltà tra il re ed i suoi vassalli anche ai valvassori e ai valvassini. Nella storia ad ogni modo si è dimostrato come non sempre la gerarchia seguisse pedissequamente il contratto di fedeltà originario.

### L'emergere delle relazioni feudali

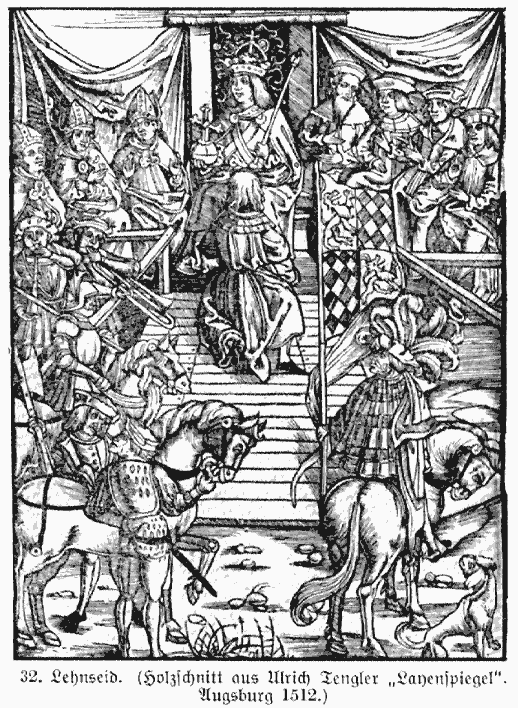
Raffigurazione di un omaggio feudale (Lehnseid) nel 1512

Sulla base del sistema feudale, in particolare durante il periodo carolingio, iniziarono ad emergere le prime relazioni feudali stabili come le antrustiones (nobili della stretta cerchia del re), vassi ovvero quei signori che non riuscivano più a mantenersi da sé e si rimettevano nelle mani di un signore più potente, ed il beneficium ovvero la ricompensa e più tardi il feudo concesso. Il sovrano rimaneva l'unico proprietario della terra, ma non più il beneficiario.
Fu dalla combinazione di queste istituzioni che nacque quindi il sistema feudale in Germania ed il mannschaft (omaggio feudale) divenne il sistema legale decisivo dal XII secolo.

### Sviluppi successivi
Dal momento che il contratto di vassallaggio includeva specificatamente il servizio militare, sotto il sistema feudale della monarchia franca andò consolidandosi il tema dell'organizzazione dell'esercito del Sacro Romano Impero.
Col tempo, dunque, non fu più solo il sovrano a esercitare il diritto di feudo, ma esso venne a sua volta imitato anche da altri grandi magnati secolari ed ecclesiastici. Gradualmente, il principio di ereditabilità dei feudi si trasformò nell'ammissibilità di concederli a dei valvassori (afterlehen). Nel 1037 l'imperatore Corrado II del Sacro Romano Impero emise la cosiddetta constitutio de feudis che rese ereditari i feudi.
I sovrani stessi incoraggiarono lo sviluppo del feudalesimo in area tedesca per ragioni politiche, così da poter rafforzare i loro legami di signoria sul territorio (Landesherrschaft) e di fedeltà militare. Questa tendenza, inoltre, non poteva conoscere inversione di marcia ma nel contempo il continuo legame non permetteva (almeno nel medioevo) ai singoli signori locali di slegarsi così tanto dal potere centrale da divenire addirittura più potenti di esso.
In Inghilterra, il sistema feudale venne abolito dalla guerra civile de 1649, e poi con espresso decreto di Carlo II del 1660 perché ritenuto ormai medievale. In Francia il sistema feudale venne abolito per decisione dell'Assemblea Nazionale del 5 agosto 1789. In Germania, invece, la dissoluzione del sistema feudale (Lehnsverband) fu un processo più lungo. Legalmente, esso venne abolito inter alia dalla Confederazione del Reno, dalla Reichsdeputationshauptschluss del 1803 ed infine dalla Costituzione di Francoforte del 1849. Uno degli ultimi feudi ad essere concesso fu nel 1835 quando il conte Friedrich Wilhelm von Schlitz, noto come Görtz, venne infeudato della città di Salzschlirf. Questi feudi, che erano ancora esistenti nel XX secolo, vennero definitivamente aboliti nel 1947 da uno specifico editto dell'Allied Control Council.

## Principi e leggi feudali nel Sacro Romano Impero
In generale, un vassallo (Lehnsmann) otteneva della terra o un bene (Freihäuser) in cambio dei suoi servizi.
Oltre a questo potevano essere concessi come "feudo" anche delle specifiche posizioni come nel caso dei Thurn und Taxis che ricevettero il Postlehen ovvero il diritto di servizio postale in tutto il territorio imperiale. Inoltre numerose erano le infeudazioni alla chiesa (Stifte o feudal ecclesiastica) o addirittura a singoli altari nelle chiese (feudum altaragli).

### L'infeudazione
L'infeudazione (constitutio feudi, infeudatio) richiedeva una cerimonia ufficiale. Ai tempi dei franchi, l'infeudazione era incentrata sulla cosiddetta "stretta di mano" (Handgang): il vassallo metteva fisicamente le sue mani nelle mani del suo signore e ne otteneva così i diritti feudali, ricevendo simbolicamente protezione dal suo superiore. Dalla fine del IX secolo, a questo atto faceva seguito un giuramento di alleanza, spesso sopra una reliquia religiosa specifica per dare maggior importanza al gesto. Nell'XI il mannschaft doveva essere accompagnato da una dichiarazione d'intenti.
Sulla base del sistema vassallatico, il vassallo poteva a sua volta vendere o donare il suo possedimento personale a un sovrano (Lehnsauftragung) ricevendolo in cambio nuovamente ma come feudo (la cosiddetta "oblazione", oblatio feudi). Questa pratica veniva sovente compiuta dal momento quando un vassallo non riusciva più a mantenere o a difendere correttamente un proprio bene e si affidava pertanto a chi era superiore a lui.

### Relazioni legali tra signori e vassalli
Dall'XI secolo, uno degli elementi chiave del ruolo del vassallo verso il proprio signore era il tema del consilium ovvero della capacità che il vassallo aveva di dare consigli al proprio signore, di aiutarlo nel governo anche del proprio feudo, in particolare perché i vassalli iniziarono ad amministrare la giustizia nei loro feudo in nome del loro signore.
Il vassallo a sua volta poteva richiedere del denaro al suo signore in casi particolari, come ad esempio il pagamento di un riscatto, per l'Adoubement del suo primogenito, per la dote per la figlia primogenita o per compiere un viaggio in Terra santa.
A sua volta un signore feudale poteva richiedere delle ricompense (Lehnserneuerung o renovatio investiturae) nel caso in cui i suoi vassalli avessero perso il loro feudo a vantaggio di un altro signore (o di un altro vassallo dipendente da un altro signore), o per un cambio di signoria ad ogni livello, o per il cambio di vassallo. La speciale tassa da pagare in questi casi era detta Lehnstaxe. Nel caso invece di fellonia da parte di un vassallo, il signore feudale poteva confiscare un feudo sulla base del cosiddetto Privationsklage, ovvero un metodo per impedire che il proprio territorio si impoverisse o comunque si riducesse. Tale diritto poteva essere esercitato anche riguardo a terzi nel frattempo subentrati e ciò innescò nella storia del Sacro Romano Impero frequenti lotte per le investiture feudali.